# 4-я флотилия подводных лодок ВМФ СССР
4-я флотилия подводных лодок ВМФ СССР — объединение базирующихся на Дальнем Востоке дивизий атомных подводных лодок Тихоокеанского флота ВМФ СССР, существовавшее в 1978—1994 годах.

## История объединения
Флотилия была сформирована 30 ноября 1978 года на базе 26-й дивизии подводных лодок с базированием на посёлок Тихоокеанский, который по созвучию носил прозвище «Техас» или «Тихас».

Вход в подземную базу-убежище подводных лодок в бухте Павловского, 2015 год

В состав флотилии вошли три дивизии подводных лодок: 21-я и 26-я дивизии базировались в бухте Павловского (посёлок Тихоокеанский), 29-я базировалась в бухте Северная залива Владимира (посёлок Ракушка). Штатная численность подводных лодок в каждой дивизии была установлена в 8 единиц, в том числе боеготовых — 70 %, для 26-й ДиПЛ — 50-70 %.
В качестве задач, для решения которых создавалась флотилия, были определены:
- Борьба с подводными лодками вероятного противника в Тихом океане — в основном это были АПЛ ВМС США.
- Борьба с группировками надводных кораблей вероятного противника;
- Нанесение ракетно-ядерных ударов, в том числе упреждающих, по территории вероятного противника.

В это же время в бухте Павловского активно велось строительство подземного комплекса для проведения ремонтов РПКСН проекта 667Б. В связи с принятием договоров ОСВ подземный комплекс не был закончен, и из его состава эксплуатировался лишь достроенный в первую очередь командный пункт.
В 1994 году 29-я дивизия расформирована, а 4-я флотилия переформирована в 3-ю эскадру ПЛ ТОФ, ещё через два года все остававшиеся в строю АПЛ были сведены в одной 26-й дивизии подводных лодок. К 2000 году была расформирована и она.

## Состав
В состав 4-й флотилии на протяжении всей её истории входили три дивизии подводных лодок:
- 21-я дивизия подводных лодок — дивизия стратегических АПЛ с баллистическими ракетами[4], включала РПКСН проекта 667Б;
- 26-я дивизия подводных лодок — первое соединение АПЛ Тихоокеанского флота, дивизия многоцелевых АПЛ[4], включала АПЛ проектов 627А, 659Т, 671В, 671РТМ;
- 29-я дивизия подводных лодок — дивизия АПЛ с крылатыми ракетами, включала АПЛ проекта 675[4];
- Вспомогательные подразделения: Две торпедно-технические базы, две ракетно-технические базы, береговая база в заливе Владимира, техническая база, судоремонтный завод, три плавучих мастерских.

## Командиры
Командующие флотилией:
- 1979—1981: вице-адмирал Белашев, Виктор Григорьевич (погиб в авиакатастрофе 7 февраля 1981 года);
- 1981—1989: вице-адмирал Храмцов, Виктор Михайлович;
- 1989—1994: вице-адмирал Кожевников, Валерий Александрович

Заместители командующего
- 1979—1981: Анохин Рональд Александрович;
- 1981—1989: Парамонов Эдуард Николаевич;

Начальники штаба:
- 1979—1980: контр-адмирал Хватов Геннадий Александрович;
- 1980—1981 контр-адмирал Пирожков Рэмир Иванович (погиб в авиакатастрофе 7 февраля 1981 года);
- 1981—1982: контр-адмирал Анохин Рональд Александрович;
- 1984—1987: контр-адмирал Агафонов Геннадий Данилович;
- 1987—1993: контр-адмирал Лапшин Евгений Николаевич;
- 1993—1994: капитан 1-го ранга Валуев, Владимир Прокофьевич;